# Magnolia (Arkansas)
Pour les articles homonymes, voir Magnolia (homonymie).
La ville américaine de Magnolia est le siège du comté de Columbia, dans l’Arkansas. Sa population a été estimée à 11 577 habitants en 2010.

## Démographie
| Groupe          | Magnolia | Arkansas | États-Unis |
| --------------- | -------- | -------- | ---------- |
| Blancs          | 53,9     | 77,0     | 72,4       |
| Afro-Américains | 41,9     | 15,4     | 12,6       |
| Métis           | 1,3      | 2,0      | 2,9        |
| Amérindiens     | 0,4      | 0,8      | 0,9        |
| Autres          | 1,2      | 3,6      | 6,4        |
| Asiatiques      | 1,2      | 1,2      | 4,8        |
| Total           | 100,0    | 100,0    | 100,0      |
| Hispaniques     | 2,2      | 6,4      | 16,7       |

Selon l'American Community Survey, pour la période 2011-2015, 93,21 % de la population âgée de plus de 5 ans déclare parler l'anglais à la maison, 4,49 % l’espagnol et 2,29 % une autre langue.
| 1860 | 1870 | 1880 | 1890  | 1900  | 1910  |
| ---- | ---- | ---- | ----- | ----- | ----- |
| 424  | 259  | 536  | 1 486 | 1 614 | 2 045 |

| 1920  | 1930  | 1940  | 1950  | 1960   | 1970   |
| ----- | ----- | ----- | ----- | ------ | ------ |
| 2 158 | 3 008 | 4 326 | 6 918 | 10 651 | 11 303 |

| 1980   | 1990   | 2000   | 2010   | - | - |
| ------ | ------ | ------ | ------ | - | - |
| 11 909 | 11 151 | 10 858 | 11 577 | - | - |

## Curiosité
Sur le campus de l'Université de l'Arkansas du Sud (SAU) se trouve un amphithéâtre grec de plein air, inscrit au registre national des lieux historiques.

## Source
- (en) Cet article est partiellement ou en totalité issu de l’article de Wikipédia en anglais intitulé « Magnolia, Arkansas » (voir la liste des auteurs).

1. ↑  (en) « Magnolia, AR Population - Census 2010 and 2000 », sur censusviewer.com.
2. ↑  (en) « Population of Arkansas - Census 2010 and 2000 », sur censusviewer.com.
3. ↑  (en) « Language spoken at home by ability to speak English for the population 5 years and over », sur factfinder.census.gov.
4. ↑  « Statistiques des États-Unis - Arkansas - Profils des communautés de 2010 » (consulté en novembre 2020)